# پیتر مورتیمر
پیتر مورتیمر (انگلیسی: Peter Mortimer; ۷ اوت ۱۸۷۵ – ۱ ژانویهٔ ۱۹۵۱) بازیکن فوتبال اهل بریتانیا بود.
از باشگاه‌هایی که در آن بازی کرده‌است می‌توان به باشگاه فوتبال آرسنال اشاره کرد.